# Cephalotes klugi
Cephalotes klugi é uma espécie de inseto do gênero Cephalotes, pertencente à família Formicidae.